# Uitkijkpunt Valenberg
Uitkijkpunt Valenberg is een uitkijktoren bij Otterlo in de Nederlandse gemeente Ede, gelegen in de provincie Gelderland.
Het uitkijkpunt ligt aan het fietspad in het noordwesten van het natuurgebied Planken Wambuis. Het gebied en het uitkijkpunt zijn eigendom van Vereniging Natuurmonumenten.
Bij helder weer zijn markante punten als de molen Lana Mariana in Harskamp, Radio Kootwijk, de radio/tv-toren van Ugchelen, het Jachtslot St. Hubertus, de hoogspanningsmasten bij Terlet en de plaatsen Otterlo en Arnhem te zien. Op een oriëntatietafel worden de diverse objecten aangegeven.
Aan de voet van het uitkijkpunt ligt een glooiend heidedal waar onder meer paarden, wilde zwijnen en reeën voorkomen.

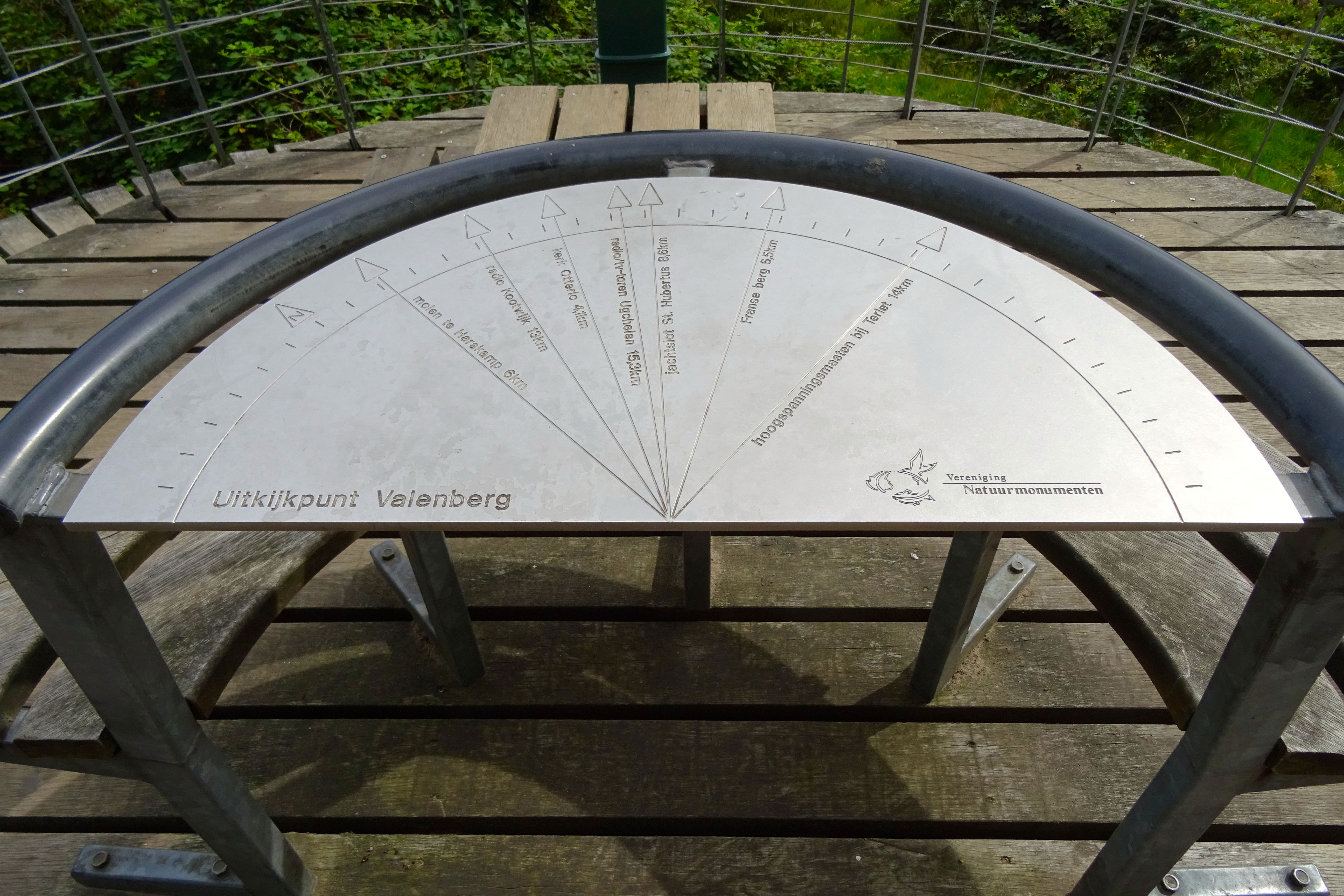
Oriëntatietafel op de Valenberg